# Ellen Kean
Ellen Kean, född Tree den 12 december 1805, död den 20 augusti 1880, var en  engelsk skådespelerska, gift med Charles Kean.
Ellen Tree var från 1825 anställd vid engelska skådebanor, gästade Amerika 1836-39 och följde efter sitt giftermål (1842) sin man på hans resor. Under hans framgångsrika direktörskap vid Princess Theatre var hon en av denna teaters utmärktaste krafter, i synnerhet, när det gällde att framställa Shakespeares kvinnokaraktärer.